# FC Trinity Zlín v evropských fotbalových pohárech
Toto je přehled všech výsledků fotbalového klubu FC Trinity Zlín v evropských fotbalových pohárech.

## Přehled výsledků v evropských pohárech
| Sezóna  | Soutěž             | Kolo             | Stát       | Klub                | Skóre          | Střelci branek                                        |
| ------- | ------------------ | ---------------- | ---------- | ------------------- | -------------- | ----------------------------------------------------- |
| 1970/71 | PVP                | Předkolo         | Irsko      | Bohemian FC         | 4:3 (2:1, 2:2) | Ján Urban, Zdeněk Nehoda, Štefan Hojsík, Juraj Jenčík |
|         |                    | 1. kolo          | Nizozemsko | PSV Eindhoven       | 2:2 (2:1, 0:1) | Ján Urban, Zdeněk Nehoda                              |
| 2004    | Pohár Intertoto    | 1. kolo          | Finsko     | MyPa-47             | 4:3 (1:1, 3:2) | Luís Fábio Gomes, Marcel Lička, Bronislav Červenka    |
|         |                    | 2. kolo          | Belgie     | KVC Westerlo        | 3:0 (0:0, 3:0) | Václav Činčala, Josef Lukaštík, vlastní Vangeffelen   |
|         |                    | 3. kolo          | Španělsko  | Atlético Madrid     | 4:4 (2:4, 2:0) | Jaroslav Švach, Vladimír Malár, Zdeněk Kroča          |
| 2005    | Pohár Intertoto    | 1. kolo          | Bělorusko  | FK Neman Hrodna     | 1:0 (1:0, 0:0) | Josef Lukaštík                                        |
|         |                    | 2. kolo          | Belgie     | KAA Gent            | 0:1 (0:1, 0:0) |                                                       |
| 2017/18 | Evropská liga UEFA | Základní skupina | Dánsko     | FC Kodaň            | 1:4 (1:1, 0:3) | Dame Diop                                             |
| 2017/18 | Evropská liga UEFA | Základní skupina | Rusko      | FK Lokomotiv Moskva | 0:5 (0:3, 0:2) |                                                       |
| 2017/18 | Evropská liga UEFA | Základní skupina | Moldavsko  | FC Sheriff Tiraspol | 0:1 (0:0, 0:1) |                                                       |